# Spiranthessius pleurocephalus
Spiranthessius pleurocephalus is een eenoogkreeftjessoort uit de familie van de Pseudanthessiidae. De wetenschappelijke naam van de soort is voor het eerst geldig gepubliceerd in 1995 door Stock.